# Меньшикова, Зоя
Зо́я Ме́ньшикова (англ. Soia Mentschikoff, урожд. Зо́я Рома́новна, по другим данным — Серге́евна; 2 апреля 1915, Москва — 18 июня 1984, Корал-Гейблс, Флорида, США) — американский юрист русского происхождения, первая женщина-преподаватель в Школе права Гарвардского университета, первая женщина-профессор права Чикагского университета, декан Школы права Университета Майами, участница разработки Единообразного торгового кодекса США.

## Биография
Родилась в Москве в семье Романа Сергеевича Меньшикова (1886—1957) и Евгении Осиповой. Отец происходил из Санкт-Петербурга, поселился в Америке с отцом Сергеем Альбертовичем Меньшиковым, мачехой и старшим братом Альбертом в возрасте 12 лет в 1899 году, и имел американское гражданство. В 1917 году, незадолго до Октябрьской революции, родители навсегда покидают Россию.
Детство Зои проходит в Нью-Йорке. В 1930 году она поступает в Хантерский колледж, по окончании которого в 1934 году получает диплом Бакалавра гуманитарных наук в области политологии и английского языка. В 1937 году, окончив Школу права Колумбийского университета, получает диплом юриста.
После окончания Школы права, Менчикофф работает в Нью-Йоркской юридической фирме Spence, Hotchkiss, Parker & Duryee на Уолл-стрит, специализируясь по трудовому и торговому праву. В 1944 году становится первой в истории женщиной-партнёром в крупной юридической фирме на Уолл-Стрит.
С 1942 года — помощник главного докладчика по подготовке Единообразного торгового кодекса США, своего бывшего преподавателя в Колумбийском университете Карла Ллевеллина.
В 1946 году выходит замуж за Ллевеллина, а в следующем году они переезжают в Кембридж, штат Массачусетс, где Менчикофф становится первой женщиной-преподавательницей в Школе права Гарвардского университета — за целых три года до того, как женщины получают возможность там учиться. Объявление в университетском вестнике о назначении Менчикофф на должность преподавателя, озаглавленное «Non sub homini» (лат.  «Не ниже мужчины»), начиналось такими словами: «Именно её высокие профессиональные качества, а не тот факт, что она женщина, дали ей почётное право занять место профессора, которое некогда украшал своим присутствием сам Виллистон». Тем не менее, СМИ подняли шумиху, узнав, что на такую должность принята тридцатилетняя женщина. В своих заметках репортёры прежде всего обращали внимание на её высокий рост и голос «как у Марлен Дитрих».
В 1951 году, совместно с мужем, Менчикофф становится одним из главных докладчиков в комиссии по созданию Единого торгового кодекса. В 1961 году, после создания постоянной редакционной коллегии кодекса, она сразу же становится её членом.
В том же 1951 году Менчикофф и Ллевеллин переезжают в Чикаго и поступают на работу в Школу права местного университета. Здесь, так же как и в Гарварде, Менчикофф оказывается первой женщиной-преподавателем, однако на этот раз она получает лишь статус лектора — всему виной законы о борьбе с кумовством, не допускающие, чтобы в университете работали несколько профессоров из одной и той же семьи. Должность профессора Менчикофф получит лишь в 1962 году после смерти Ллевеллина.
В 1967 году в дополнение к преподаванию в Чикагском университете, она начинает преподавать в Школе права Университета Майами, а в 1973 году становится там деканом и занимает эту должность до 1981 года.
Школа права Университета Майами до сих пор использует в учебном процессе техники и наработки Менчикофф. В 1994 году здесь была создана стипендия её имени, которая вручается студентам, добившимся больших успехов в учёбе и продемонстрировавшим потенциал к юридической профессии.

## Научная и общественная деятельность
Помимо преподавательской, Менчикофф занималась также исследовательской и общественной деятельностью:
- Вела исследования в области применения количественных методов при изучении арбитражных решений[1].

- Была членом Благотворительного совета в области гуманитарных дисциплин в 1961—1971 годах[1] и Американской судебной ассоциации[1].

- В 1964 — один из представителей США на Гаагской конференции по международной торговле[10].

- В 1974 году стала первой женщиной, избранной председателем Ассоциации американских школ права[1].

- Советник государственного департамента США в области международной торговли и международного арбитража[10].

- Член совета директоров RAND Corporation[1].

- Автор нескольких книг по международному коммерческому праву.